# Matteo Ciofani
Matteo Ciofani (sinh ngày 26 tháng 2 năm 1988) là một cựu cầu thủ bóng đá người Ý thi đấu ở vị trí hậu vệ cánh phải.

## Sự nghiệp thi đấu

### Pescara và cho mượn tại Bitonto
Sinh ra tại Avezzano, Abruzzo, Ciofani bắt đầu sự nghiệp chơi bóng chuyên nghiệp của mình tại câu lạc bộ địa phương Pescara.
Ciofani ra mắt tại Serie B cho đội bóng vào ngày 5 tháng 5 năm 2007, trong trận thua 3–2 trước Crotone. Anh đã cùng đội xuống hạng Serie C1 và được đem cho mượn tại câu lạc bộ Bitonto tại Serie D vào tháng 1 năm 2008.

### RC Angolana và Ascoli
Mùa hè năm 2008, Ciofani chuyển tới câu lạc bộ RC Angolana. Anh ta thi đấu 32 trận tại giải quốc nội cho câu lạc bộ Serie D này và sau đó gia nhập câu lạc bộ Ascoli tại Serie B vào tháng 6 năm 2009.

### Ternana
Ngày 1 tháng 11 năm 2012, câu lạc bộ Ternana tại Serie B đã thông báo về việc ký hợp đồng với Ciofani đến tháng 6 năm 2013.

### Quay trở lại Pescara
Ngày 16 tháng 8 năm 2018, Ciofani gia nhập Pescara tại Serie B.

### Bari
Ngày 29 tháng 1 năm 2020, anh chuyển tới Bari tại Serie C.

### Modena
Ngày 1 tháng 7 năm 2021, anh ký bản hợp đồng kéo dài 2 năm với Modena.

### Triestina
Vào ngày 24 tháng 8 năm 2022, Ciofani chuyển sang câu lạc bộ Triestina bằng bản hợp đồng kéo dài 2 năm.

## Đời tư
Anh trai của Matteo, Daniel, cũng là một cầu thủ bóng đá chuyên nghiệp, và đã từng là đồng đội của anh ở câu lạc bộ Frosinone từ năm 2013 tới 2018.

## Thống kê sự nghiệp

### Câu lạc bộ
Tính đến 20 tháng 2 năm 2022
| Câu lạc bộ          | Mùa giải            | Giải đấu            | Giải đấu | Giải đấu | Cúp quốc gia | Cúp quốc gia | League Cup | League Cup | Khác | Khác | Tổng cộng | Tổng cộng |
| Câu lạc bộ          | Mùa giải            | Hạng                | Trận     | Bàn      | Trận         | Bàn          | Trận       | Bàn        | Trận | Bàn  | Trận      | Bàn       |
| ------------------- | ------------------- | ------------------- | -------- | -------- | ------------ | ------------ | ---------- | ---------- | ---- | ---- | --------- | --------- |
| Pescara             | 2006–07             | Serie B             | 4        | 0        | 0            | 0            | —          | —          | —    | —    | 4         | 0         |
| Pescara             | 2007–08             | Serie C1            | 1        | 0        | 0            | 0            | —          | —          | —    | —    | 1         | 0         |
| Pescara             | Tổng cộng           | Tổng cộng           | 5        | 0        | 0            | 0            | 0          | 0          | 0    | 0    | 5         | 0         |
| Bitonto (mượn)      | 2007–08             | Serie D             | 9        | 0        | 0            | 0            | —          | —          | —    | —    | 9         | 0         |
| RC Angolana         | 2008–09             | Serie D             | 32       | 2        | 0            | 0            | —          | —          | —    | —    | 32        | 2         |
| Ascoli              | 2009–10             | Serie B             | 15       | 0        | 1            | 0            | —          | —          | —    | —    | 16        | 0         |
| Ascoli              | 2010–11             | Serie B             | 25       | 1        | 2            | 0            | —          | —          | —    | —    | 27        | 1         |
| Ascoli              | 2011–12             | Serie B             | 30       | 1        | 2            | 0            | —          | —          | —    | —    | 32        | 1         |
| Ascoli              | Tổng cộng           | Tổng cộng           | 70       | 2        | 5            | 0            | 0          | 0          | 0    | 0    | 75        | 2         |
| Ternana             | 2012–13             | Serie B             | 11       | 0        | 0            | 0            | —          | —          | —    | —    | 11        | 0         |
| Frosinone           | 2013–14             | Lega Pro 1          | 27       | 1        | 4            | 0            | 1          | 0          | 5    | 0    | 37        | 1         |
| Frosinone           | 2014–15             | Serie B             | 29       | 1        | 1            | 0            | —          | —          | —    | —    | 30        | 1         |
| Frosinone           | 2015–16             | Serie A             | 18       | 0        | 0            | 0            | —          | —          | —    | —    | 18        | 0         |
| Frosinone           | 2016–17             | Serie B             | 29       | 1        | 0            | 0            | —          | —          | 2    | 0    | 31        | 1         |
| Frosinone           | 2017–18             | Serie B             | 39       | 3        | 2            | 0            | —          | —          | 4    | 0    | 45        | 3         |
| Frosinone           | Tổng cộng           | Tổng cộng           | 142      | 6        | 7            | 0            | 1          | 0          | 11   | 0    | 161       | 6         |
| Pescara             | 2018–19             | Serie B             | 24       | 1        | 0            | 0            | —          | —          | 0    | 0    | 24        | 1         |
| Pescara             | 2019–20             | Serie B             | 11       | 1        | 0            | 0            | —          | —          | —    | —    | 11        | 1         |
| Pescara             | Tổng cộng           | Tổng cộng           | 35       | 2        | 0            | 0            | 0          | 0          | 0    | 0    | 35        | 2         |
| Bari                | 2019–20             | Serie C             | 7        | 1        | —            | —            | —          | —          | 3    | 0    | 10        | 1         |
| Bari                | 2020–21             | Serie C             | 26       | 2        | 2            | 0            | —          | —          | 3    | 0    | 31        | 2         |
| Bari                | Tổng cộng           | Tổng cộng           | 33       | 3        | 2            | 0            | 0          | 0          | 6    | 0    | 41        | 3         |
| Modena              | 2021–22             | Serie C             | 25       | 0        | 0            | 0            | 2          | 0          | —    | —    | 27        | 0         |
| Tổng cộng sự nghiệp | Tổng cộng sự nghiệp | Tổng cộng sự nghiệp | 362      | 15       | 14           | 0            | 3          | 0          | 17   | 0    | 396       | 15        |

1. 1 2 3 4 5  Ra sân tại trận play-off thăng hạng